# نیو استیتسمن
نیو استیتسمن (انگلیسی: New Statesman) یک مجله سیاسی و فرهنگی انگلیسی در لندن است. اولین شماره این مجله در تاریخ ۱۲ آوریل ۱۹۱۳ به عنوان مجله هفتگی سیاست و ادبیات منتشر شد.
در سال ۲۰۱۶ تیراژ این نشریه ۳۴٬۰۲۵ بوده‌است.